# Balatonring
Le Balatonring Circuit Zrt est un circuit motocycliste situé à Savoly près du lac Balaton (qui donne son nom au circuit), en Hongrie, à environ 180 km de la capitale Budapest.
Le circuit est contrôlé par la société hongroise Balatonring Zrt et par la société espagnole Worldwide Circuit Management (WCM).
Il devait s'y dérouler le Grand Prix moto de Hongrie comptant pour le championnat du monde de vitesse moto 2010, épreuve annulée à cause des retards pris dans la construction du circuit. Les travaux sont stoppés et la parcelle est abandonnée.